# Паршино (Вашкинский район)
Паршино — деревня в Вашкинском районе Вологодской области.
Входит в состав Киснемского сельского поселения, с точки зрения административно-территориального деления — в Киснемский сельсовет.
Расстояние по автодороге до районного центра Липина Бора — 52 км, до центра муниципального образования села Троицкое — 28 км. Ближайшие населённые пункты — Берег, Домантово, Наумово.
По данным переписи в 2002 году постоянного населения не было.
В Паршино расположен памятник архитектуры жилой дом О. И. Регина.